# Opus Tour
El Opus Tour es una gira  del cantante estadounidense Marc Anthony que promocionó Opus, el  decimosegundo disco del cantante, con la que recorrería inicialmente Latinoamérica, Norteamérica y Europa en 50 fechas, pero que debió ser reducida debido a la pandemia de COVID-19.
La gira inició el 27 de junio de 2019 en Tegucigalpa y estaba programada a finalizar el 7 de noviembre de 2020 en Orlando. Sin embargo, los conciertos programados para marzo de 2020 por Estados Unidos tuvieron que ser reprogramados en los meses de octubre y noviembre por la pandemia. La misma situación ocurrió con los conciertos programados por España en los meses de junio y julio, que fueron postergados hasta 2021. Finalmente la gira culminó el 1 de marzo de 2020 en Austin, traspasando los conciertos cancelados y reprogramados a su siguiente gira Pa'lla Voy Tour.

## Antecedentes y desarrollo
El 6 de mayo de 2019 el cantante anunció su nuevo tour, llamado "Opus Tour", en promoción a su más reciente álbum Opus, con 14 fechas en Canadá, Estados Unidos y Puerto Rico, incluyendo grandes escenarios como el Staples Center, el AmericanAirlines Arena y el State Farm Arena. En los siguientes días, el cantante revelaría nuevas fechas para Latinoamérica, incluyendo a Honduras, Perú y Chile. En junio de 2019 se anuncia una fecha en Ecuador, con la compañía de los cantantes Manuel Turizo y Becky G junto al grupo Piso 21. En diciembre de 2019 Anthony anuncia 8 fechas en España, mientras que en marzo de 2020 se confirma la participación del cantante en el Concert Music Festival. En enero de 2020 se anuncian dos conciertos en la Ciudad de México.
Ya con la pandemia de Covid-19 establecida, provocando confinamientos y restricciones en la celebración de espectáculos y eventos masivos, en mayo de 2020, Anthony aplaza su gira en España a junio de 2021, aunque finalmente se celebraría en el Pa'lla Voy Tour durante junio de 2022. Misma suerte correrían los conciertos en México, que serían reprogramados tres veces, inicialmente al 3 y 4 de diciembre, para posteriormente moverse al 10 y 11 de diciembre de 2021 y finalmente ser trasladados a la siguiente gira del artista en 2022. Por otro lado, los 4 conciertos restantes de la gira por Estados Unidos en marzo de 2020 son reprogramados a octubre y noviembre de 2020, pero debido a la no mejora de las condiciones sanitarias, se llevan a cabo en el Pa'lla Voy Tour, junto a nuevas fechas en Estados Unidos y Canadá.

## Fechas
| Fecha                            | Ciudad           | País                 | Recinto                       |
| -------------------------------- | ---------------- | -------------------- | ----------------------------- |
| Primera etapa: América Central   |                  |                      |                               |
| 27 de junio de 2019              | Tegucigalpa      | Honduras             | Estadio Chochi Sosa           |
| Segunda etapa: América del Sur   |                  |                      |                               |
| 2 de agosto de 2019              | Bucaramanga      | Colombia             | Estadio Alvaro Gomez Hurtado  |
| 3 de agosto de 2019              | Medellín         | Colombia             | Estadio Atanasio Girardot     |
| 13 de agosto de 2019             | Santiago         | Chile                | Movistar Arena                |
| 14 de agosto de 2019             | Santiago         | Chile                | Movistar Arena                |
| 17 de agosto de 2019             | Lima             | Perú                 | Jockey Club del Perú          |
| Tercera etapa: América del Norte |                  |                      |                               |
| 13 de septiembre de 2019         | Los Ángeles      | Estados Unidos       | Staples Center                |
| 15 de septiembre de 2019         | Las Vegas        | Estados Unidos       | Zappos Theater                |
| Cuarta etapa: Latinoamérica      |                  |                      |                               |
| 26 de septiembre de 2019         | Daule            | Ecuador              | Explanada Riocentro El Dorado |
| 28 de septiembre de 2019         | Punta Cana       | República Dominicana | Hard Rock Hotel & Casino      |
| Quinta etapa: América del Norte  |                  |                      |                               |
| 18 de octubre de 2019            | Ontario          | Estados Unidos       | Citizens Business Bank Arena  |
| 19 de octubre de 2019            | San Francisco    | Estados Unidos       | Chase Center                  |
| 25 de octubre de 2019            | Atlanta          | Estados Unidos       | State Farm Arena              |
| 27 de octubre de 2019            | Chicago          | Estados Unidos       | Allstate Arena                |
| 31 de octubre de 2019            | Allentown        | Estados Unidos       | PPL Center                    |
| 2 de noviembre de 2019           | Nueva York       | Estados Unidos       | Barclays Center               |
| 3 de noviembre de 2019           | Uncasville       | Estados Unidos       | Mohegan Sun Arena             |
| 8 de noviembre de 2019           | Toronto          | Canadá               | Air Canada Centre             |
| 11 de noviembre de 2019          | Montreal         | Canadá               | Centre Bell                   |
| 22 de noviembre de 2019          | Miami            | Estados Unidos       | AmericanAirlines Arena        |
| 23 de noviembre de 2019          | Miami            | Estados Unidos       | AmericanAirlines Arena        |
| 24 de noviembre de 2019          | Fort Myers       | Estados Unidos       | Hertz Arena                   |
| Sexta etapa: América Central     |                  |                      |                               |
| 5 de diciembre de 2019           | Ciudad de Panamá | Panamá               | Estadio Rommel Fernández      |
| 7 de diciembre de 2019           | San José         | Costa Rica           | Estadio Nacional              |
| 15 de diciembre de 2019          | San Juan         | Puerto Rico          | Coliseo de Puerto Rico        |
| Séptima etapa: América del Norte |                  |                      |                               |
| 24 de enero de 2020              | Atlantic City    | Estados Unidos       | Hard Rock Live                |
| 26 de enero de 2020              | Boston           | Estados Unidos       | Agganis Arena                 |
| 13 de febrero de 2020            | Nueva York       | Estados Unidos       | Madison Square Garden         |
| 15 de febrero de 2020            | Newark           | Estados Unidos       | Prudential Center             |
| 21 de febrero de 2020            | Charlotte        | Estados Unidos       | Spectrum Center               |
| 22 de febrero de 2020            | Washington D.C   | Estados Unidos       | Capital One Arena             |
| 28 de febrero de 2020            | Dallas           | Estados Unidos       | American Airlines Center      |
| 1 de marzo de 2020               | Austin           | Estados Unidos       | H-E-B Center                  |

### Conciertos cancelados
| Fecha               | Ciudad                     | País           | Recinto                    | Motivo               | Estado                                                                           |
| ------------------- | -------------------------- | -------------- | -------------------------- | -------------------- | -------------------------------------------------------------------------------- |
| 6 de marzo de 2020  | Houston                    | Estados Unidos | Smart Financial Centre     | Pandemia de COVID-19 | Reprogramados a octubre de 2020, pero finalmente traspasados al Pa'lla Voy Tour  |
| 8 de marzo de 2020  | Orlando                    | Estados Unidos | Amway Center               | Pandemia de COVID-19 | Reprogramados a octubre de 2020, pero finalmente traspasados al Pa'lla Voy Tour  |
| 20 de marzo de 2020 | San José                   | Estados Unidos | SAP Center                 | Pandemia de COVID-19 | Reprogramados a octubre de 2020, pero finalmente traspasados al Pa'lla Voy Tour  |
| 22 de marzo de 2020 | Phoenix                    | Estados Unidos | Talking Stick Resort Arena | Pandemia de COVID-19 | Reprogramados a octubre de 2020, pero finalmente traspasados al Pa'lla Voy Tour  |
| 8 de mayo de 2020   | Ciudad de México           | México         | Palacio de los Deportes    | Pandemia de COVID-19 | Reprogramado a diciembre de 2021, pero finalmente traspasado al Pa'lla Voy Tour  |
| 9 de mayo de 2020   | Ciudad de México           | México         | Palacio de los Deportes    | Pandemia de COVID-19 | Reprogramado a diciembre de 2021, pero finalmente traspasado al Pa'lla Voy Tour  |
| 12 de junio de 2020 | Valencia                   | España         | Marina Sur                 | Pandemia de COVID-19 | Reprogramados para junio de 2021, pero finalmente traspasados al Pa'lla Voy Tour |
| 13 de junio de 2020 | Murcia                     | España         | La Fica                    | Pandemia de COVID-19 | Reprogramados para junio de 2021, pero finalmente traspasados al Pa'lla Voy Tour |
| 16 de junio de 2020 | Madrid                     | España         | Recinto ferial de IFEMA    | Pandemia de COVID-19 | Reprogramados para junio de 2021, pero finalmente traspasados al Pa'lla Voy Tour |
| 18 de junio de 2020 | Barcelona                  | España         | RCDE Stadium               | Pandemia de COVID-19 | Reprogramados para junio de 2021, pero finalmente traspasados al Pa'lla Voy Tour |
| 20 de junio de 2020 | Oviedo                     | España         | Estadio Carlos Tartiere    | Pandemia de COVID-19 | Reprogramados para junio de 2021, pero finalmente traspasados al Pa'lla Voy Tour |
| 21 de junio de 2020 | Santiago                   | España         | Monte do Gozo              | Pandemia de COVID-19 | Reprogramados para junio de 2021, pero finalmente traspasados al Pa'lla Voy Tour |
| 25 de junio de 2020 | Sevilla                    | España         | Estadio La Cartuja         | Pandemia de COVID-19 | Reprogramados para junio de 2021, pero finalmente traspasados al Pa'lla Voy Tour |
| 26 de junio de 2020 | Fuengirola                 | España         | Marenostrum Fuengirola     | Pandemia de COVID-19 | Reprogramados para junio de 2021, pero finalmente traspasados al Pa'lla Voy Tour |
| 28 de junio de 2020 | Las Palmas de Gran Canaria | España         | Estadio Gran Canaria       | Pandemia de COVID-19 | Reprogramados para junio de 2021, pero finalmente traspasados al Pa'lla Voy Tour |
| 2 de julio de 2020  | Chiclana                   | España         | Puerto de Burriana         | Pandemia de COVID-19 | Reprogramados para junio de 2021, pero finalmente traspasados al Pa'lla Voy Tour |
| 3 de julio de 2020  | Chiclana                   | España         | Puerto de Burriana         | Pandemia de COVID-19 | Reprogramados para junio de 2021, pero finalmente traspasados al Pa'lla Voy Tour |